# Pagliacci
Pagliacci is een opera in twee akten en een proloog van de Italiaanse componist Ruggero Leoncavallo, die zelf het libretto schreef. Pagliacci kan vertaald worden als clowns of paljassen. De eerste opvoering was op 21 mei 1892 in Milaan. De opera duurt ongeveer een uur en wordt tegenwoordig vaak opgevoerd met een andere korte opera, meestal de eenakter Cavalleria rusticana van Pietro Mascagni.

## Personages
De personages in deze opera maken deel uit van een rondreizende theatergroep die stukken in de traditie van de commedia dell'arte opvoert.
- Canio, leider van de theatergroep (in de tweede akte: Pagliaccio, de clown) (tenor)
- Nedda, zijn vrouw (in de tweede akte: Colombina) (sopraan)
- Tonio (in de tweede akte: Taddeo) (bariton)
- Beppe (in de tweede akte: Arlecchino, de harlekijn) (tenor)
- Silvio, een jonge boer (bariton)
- boeren en boerinnen

## Synopsis
Plaats van handeling: in de omgeving van Montalto in Calabrië, 15 augustus 1865 (Maria Hemelvaart).

### Proloog
Tonio verwelkomt het publiek en steekt een rede af over de verschillen en de overeenkomsten tussen toneel en werkelijkheid. Namens de componist bereidt hij het publiek voor op een stuk met een bijzonder hoog realiteitsgehalte.

### Eerste akte
Canio en zijn theatergroep komen binnen in Montalto, waar ze een stuk zullen gaan spelen. De spelers worden uitgenodigd om wat te komen drinken in de plaatselijke kroeg, maar Tonio weigert, omdat hij de ezel nog moet verzorgen. Intussen plagen de burgers Canio ermee, dat Tonio liever bij Canio's vrouw Nedda bleef. Canio ontsteekt in woede en verklaart dat hij in tegenstelling tot het toneelstuk ontrouw met de dood zal wreken.
Nedda, die haar man niet trouw is, wordt zeer bang van deze woorden. Desondanks maakt Tonio zijn avances, maar zij wijst hem af. Als hij toch aandringt, slaat zij hem met een zweep. Tonio druipt af en zweert wraak. Later komt haar echte geliefde Silvio, met wie zij wil vluchten. Tonio, die alles gezien heeft, waarschuwt Canio, maar deze komt te laat en treft Nedda alleen. Terwijl Canio haar met een mes bedreigt, eist hij van haar de naam van haar geliefde. Uiteindelijk komt Beppe tussenbeide.
De theaterspelers gaan zich omkleden voor de opvoering, en Canio, die hoopt dat zijn concurrent in het publiek zal zitten, is vertwijfeld (Ridi, pagliaccio; Lach dan, paljas)

### Tweede akte
Nedda int de entréegelden en waarschuwt in het geheim Silvio dat haar man erachter is gekomen. De opvoering begint: door haar man Pagliaccio (Canio) alleen achtergelaten, wacht Columbina (Nedda) op haar geliefde Arlecchino (Beppe). Onverwachts komt Pagliaccio echter thuis, en Columbina neemt gehaast afscheid van Arlecchino. Als Canio dit hoort, ontsteekt hij andermaal in woede, en de scheiding tussen het toneelstuk en de werkelijkheid vervaagt. Hij vraagt Nedda opnieuw naar de naam van haar geliefde. Intussen hebben de toeschouwers het uitstekend naar hun zin, en applaudisseren ze voor het realistische spel.
Pas als Canio Nedda neersteekt met zijn mes, realiseert het publiek zich de ernst van de zaak. Dan is het echter al te laat. Ook Silvio, wiens naam als laatste over de lippen van de stervende Nedda kwam, wordt door Canio doodgestoken. Hij wordt door het publiek vastgenomen en zingt ten slotte La commedia è finita (De komedie is ten einde).

## Bespreking
De structuur van de opera is gebaseerd op de Griekse tragedie. Zo is er de proloog waarbij een van de acteurs (Tonio) zich rechtstreeks richt tot het publiek en het verhaal komt schetsen alsook wat de toeschouwer er van kan verwachten. Het op deze manier betrekken van het publiek krijgt extra draagkracht wanneer blijkt dat de opera zelf handelt over een toneelgroep die voor haar publiek acteert. De climax van het verhaal wordt bereikt wanneer de hoofdfiguur (Canio) het verschil tussen fictie en werkelijkheid niet meer kent en Tonio's proloog geeft de kijker aldus een hint van Canio's psychologische toestand.
De opera heeft een korte tijdsduur (ongeveer een uur) maar is desalniettemin ingedeeld in twee akten. De eerste akte toont de hoofdfiguren in het dagelijkse leven waar de tweede akte hen toont binnen de context van een door hun opgevoerde toneelvoorstelling. Voor de kijker versterkt deze splitsing het gevoel van de verwarring tussen fictie en werkelijkheid.
Het veristische karakter van de opera is onmiskenbaar aanwezig: liefde, ontrouw, haat, jaloezie en ten slotte wraak. Doch deze gevoelens zijn deels oprecht en deels geacteerd. De laatste woorden van de opera laten de kijker ruimte over voor interpretatie. "La commedia è finita!", de komedie is voorbij. Richt hij zich tot het publiek, tot zijn vrouw die hij zopas vermoord heeft of gaat hij nog steeds op in de toneelvoorstelling zonder fictie en werkelijkheid te kunnen scheiden?

## Bekende aria's
- Ridi, pagliaccio (Canio)
- Recitar/Vesti la giubba